# Em Busca do Coração de David
Searching for David's Heart (em português: Em Busca do Coração de David) é um filme de drama e aventura estadunidense dirigido por Paul Hoen e lançado em 21 de novembro de 2004.

## Sinopse
Um ano após o acidente de carro que causou a morte de David (Billy Aaron Brown), sua irmã Darcy (Danielle Panabaker) começa uma emocionante viagem em busca da pessoa que recebeu a doação do seu coração. Determinada, a jovem acredita que encontrando essa parte do irmão, encontrará também a paz que perdeu com sua morte precoce.

## Elenco
- Danielle Panabaker como Darcy Deeton
- Billy Aaron Brown como David Deeton
- Ricky Ullman como Sam
- Jayne Brook como Claire Deeton
- Kendre Berry como Winston
- Corri English como Jayne Evans

## Prêmios e indicações
Young Artist Awards (EUA)
- Melhor Performance em Filme para TV ou Minissérie, de Jovem atriz em papel principal. (Danielle Panabaker) (Venceu)
- Melhor filme de televisão ou especial. (Indicado)

Directors Guild of America (EUA)
- Melhor Realização Diretorial em Programas Infantis para Paul Hoen. (Indicado)

Humanitas Prize
- Melhor Roteiro de Filme Infanto-Juvenil. (para Karen Leigh Hopkins e Alan Marc Levy) (Venceu)

## Ligações Externas
- Em Busca do Coração de David. no IMDb.
- «Em Busca do Coração de David» (em inglês) no Rotten Tomatoes